# Tân Thanh, Y Xuân
Tân Thanh (chữ Hán giản thể: 新青区, âm Hán Việt: Tân Thanh khu) là một quận thuộc địa cấp thị Y Xuân, tỉnh Hắc Long Giang, Cộng hòa Nhân dân Trung Hoa. Quận Tân Thanh có diện tích 1181 km², dân số 50.000 người. Mã số bưu chính của Tân Thanh là 153036. Quận Tân Thanh được chia thành các đơn vị hành chính gồm 3 nhai đạo: Tân Thanh, Thiết Mộc, Hưng An.